# Justin Besson
L'abat Justin Besson (Mejalanon, 30 d'octubre de 1845 - Vilafranca de Roergue, 29 d'octubre de 1918) fou un dels escriptors occitans més importants de l'Avairon. És conegut sobretot gràcies a la seva obra principal D'al brèç a la tomba, un poema èpic de dotze cants publicat el 1892.

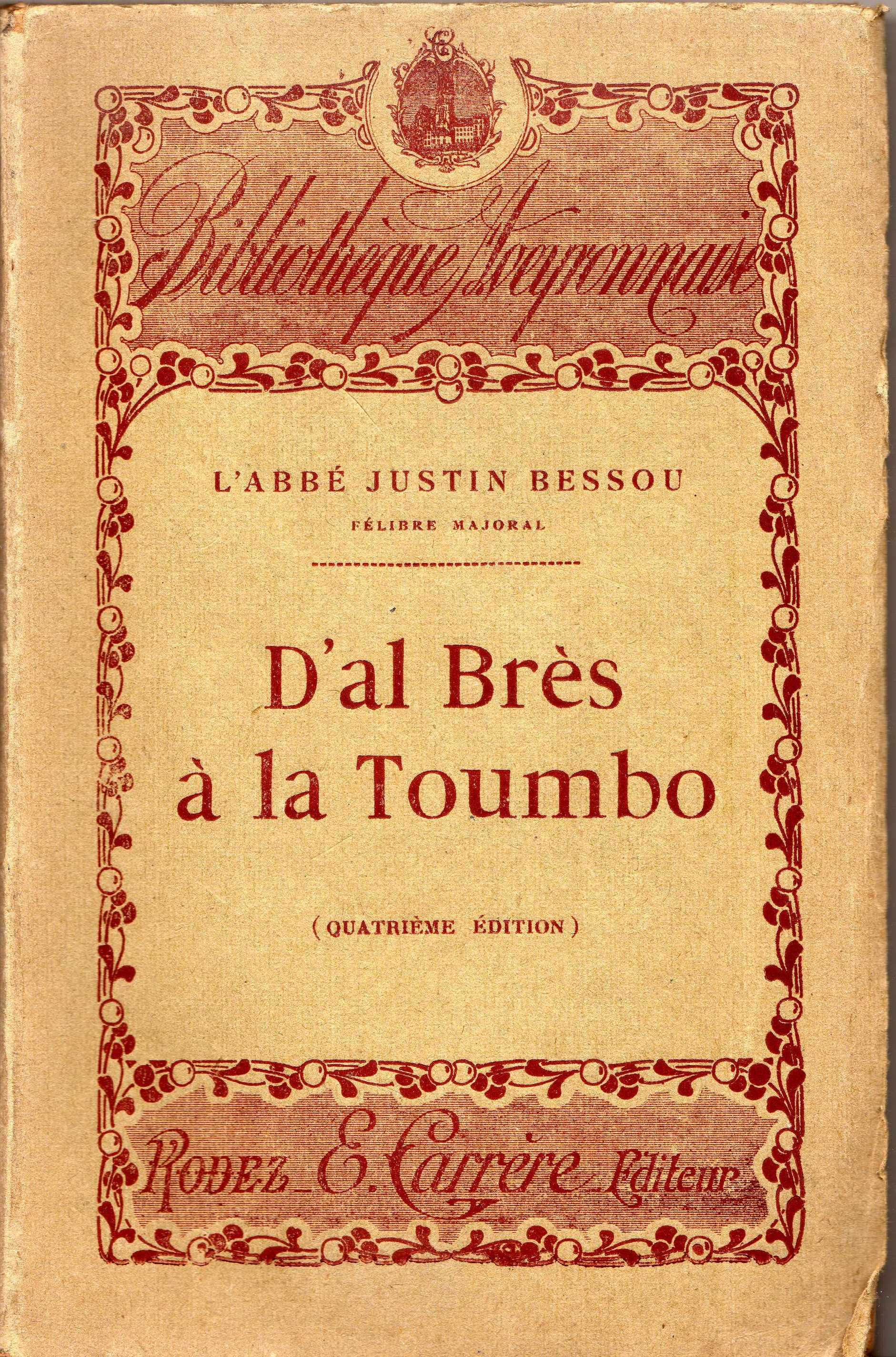
Coberta de la 4a edició (1919) Dal brèç a la tomba

Justin Besson nasqué el 1845 a Mejalanon, caseria del terme de Sent Sauvador. Era el vuitè dels nou fills d'una família pagesa molt religiosa. Visqué al camp abans d'ingressar, a l'edat de dotze anys, al seminari de Rodés. A tretze anys, començà a escriure cançons en occità. El 1871, després d'ordenar-se capellà, tingué com a primera parròquia Sent Ginièis d'Òlt. Després de moltes i variades afeccions, passà a Sent Andriu de Najac. Es jubilà el 1907 i se n'anà a viure a Rodés.
Comptava entre els seus amics amb els escriptors Arsèni Vermenosa, Antonin Perbòsc i Prospèr Estieu. Col·laborà força temps al Journal de l'Aveyron. La seva obra inspirà diversos escriptors del Roergue com ara Enric Molin o Eugèni Seguret.
Morí el 1918 a Vilafranca de Roergue a casa de la seva germana.

## Obra
- D'al brèç a la tomba (D'al brès à la toumbo)
- Contes de la tatà Mannon (Countes de la tata Mannou)
- Contes de l'oncle Joanet (Countes de l'ouncle Janet)
- Bagateletas (Bagateletos)
- Besucarietas (Besucarietos)
- Lyre et Guitare
- Vespradas de l'oncle Polita (Besprados de l'ouncle Polito)